# Melanie Schlanger
Melanie Renée Schlanger OAM (* 31. August 1986 in Nambour) ist eine australische Freistilschwimmerin.
Melanie Schlanger hatte bei den Pan-Pazifikspielen 2006 ihren internationalen Durchbruch. In Victoria gewann sie sowohl über 100 m als auch mit den 4 × 100-m-Freistil- und 4 × 100-m-Lagenstaffeln die Bronzemedaillen. Über 50 m wurde sie zudem Fünfte. Bei den Weltmeisterschaften 2007 in Melbourne konnte sie Schwimmerin aus Brisbane mit der 4 × 100-m-Freistilstaffel die Goldmedaille gewinnen. In dieser Disziplin erschwamm sie ein Jahr später bei den Olympischen Spielen 2008 zusammen mit Cate Campbell, Alice Mills und Lisbeth Trickett hinter den Staffeln aus den Niederlanden und der USA die Bronzemedaille. Schlanger gehörte zur australischen Staffel, die am 2. September 2007 in Melbourne in 3:31,66 Minuten einen Weltrekord über 4 × 100 Meter Freistil auf der Kurzbahn erzielte, der mittlerweile von der niederländischen Staffel jedoch zweimal unterboten wurde.
Noch erfolgreicher als die Spiele 2008 verliefen die Olympischen Spiele 2012 von London. Schlanger kam zu vier Einsätzen und gewann dabei drei Medaillen. Zunächst verpasste sie über 100 m Freistil als Viertplatzierte noch knapp eine Medaille, gewann dann mit Alicia Coutts, Campbell und Brittany Elmslie als Schlussschwimmerin in der australischen 4 × 100-m-Freistilstaffel die Goldmedaille. In der Staffel über die doppelte Distanz musste sie sich an der Seite von Bronte Barratt, Kylie Palmer und Coutts einzig der US-Staffel geschlagen geben, ebenso mit Emily Seebohm, Leisel Jones und Coutts mit der 100-m-Lagenstaffel.
Bei den Commonwealth Games 2014 in Glasgow gewann Schlanger gemeinsam mit Bronte Campbell, Cate Campbell und Emma McKeon die 4 × 100-m-Freistilstaffel. Dabei stellten sie mit 3:30,98 Minuten einen neuen Weltrekord auf.
Für ihre Verdienste um den Sport als Goldmedaillengewinner bei den Olympischen Spielen 2008 in Peking mit der Medaille des Order of Australia ausgezeichnet.